# Matt Zemlin
Matthias „Matt“ Zemlin (* 11. September 1980 in Hamburg) ist ein deutscher Manager, IT-Security und Online Experte, früherer Filmdistributor und Kunstschaffender.

## Leben
Matthias Zemlin studierte von 2001 bis 2004 an der Kingston Business School in London, wo er mit einem BA (Hons) in Business Management – Schwerpunkt IT – abschloss. Danach absolvierte er als Stipendiat am Lee Strasberg Theatre and Film Institute in Hollywood das Two Year Certificate Program. Weiterhin ist Zemlin ausgebildeter IT Risk Manager, mehrfach in der IT-Security zertifiziert und ist EC-Council (International Council of Electronic Commerce Consultants) Certified Ethical Hacker. Seit 2023 hat Zemlin seinen IT-Security Schwerpunkt in der Windenergiebranche.
Davor, in 2009, gründete Matthias Zemlin das Filmunternehmen Solomon Pictures, das u. a. für die Distribution von internationalen Filmproduktionen zuständig war. Es kamen gelegentliche Musikproduktionen mit und ohne Solomon Pictures hinzu. Auch in der Onlinebranche war Zemlin aktiv und 2012/2013 dort als einer der Key Players im Senior Publisher Management bekannt. In den Jahren danach war er maßgeblich an der Umsetzung der Multi-Channel-Strategie und deutlichen Steigerung der Markenbekanntheit von Mediflow beteiligt.

## Nominierungen und Auszeichnungen
- 2011 Cyprus International Film Award Nominierung für Bad Hero
- 2011 „Bridges“ Nominierung für Bad Hero
- 2011 Libertas Film Award, nominiert in der Kategorie „Bester Kurzfilm“ für Bad Hero
- 2011 Eksperimento Award Grand Jury Prize – Festival Citation
- 2011 Eksperimento Award, nominiert in der Kategorie „Bester Kurzfilm“ für Bad Hero

## Filmografie (Auswahl)

### Produzent
- 2009: Wanted[19][20]
- 2009: Evocator (Kurzfilm)
- 2010: Bad Hero (Kurzfilm)
- 2010: Aakrosh
- 2010: Dabangg[21]
- 2011: Desi Boyz
- 2011: Rockstar
- 2012: Fools on the Hill
- 2013: Sumerian (Video)

### Pianist
- 2009: Evocator
- 2010: Bad Hero
- 2012: 40 Point Plan

### Komponist
- 2009: Evocator
- 2010: Bad Hero
- 2012: 40 Point Plan
- 2013: Sumerian

### Darsteller
- 2008: Einsatz in Hamburg (Fernsehserie, 3 Folgen)[22]
- 2009: Die vier letzten Dinge (Kurzfilm)
- 2009: The Sky Has Fallen[23]
- 2009: The New Bike (Kurzfilm)
- 2009: Evocator (Kurzfilm)
- 2009: The Opening (Kurzfilm)
- 2010: Henri 4
- 2010: A Backyard Story
- 2010: Bad Hero (Kurzfilm)
- 2011: King of the Underground
- 2013: Deaf Spoof
- 2016: 2Close2U[24]

## Singles
- 2013: Go Home (Somebody is Crying Version)
- 2013: Dance All Night
- 2017: Chill
- 2017: Night Buzz